# Sándor Miklós
Sándor Miklós (5. března 1915 Budapešť, Rakousko-Uhersko – ? 1981 Melbourne, Austrálie) byl maďarský hokejový střední útočník. Je členem síně slávy maďarského hokeje.

## Kariéra

### Klubová kariéra
Byl aktivní v letech 1930–1951. Hrál převážně v maďarských klubech BKE Budapešť, Ferencvárosi TC a BBTE Budapešť. V roce 1948 hrál za rakouský klub EC Kitzbühel. O rok později emigroval do Austrálie a hrál v klubu Melbourne Pirates. V Goodall Cupu reprezentoval Victorii, která v tomto roce soutěž ovládla. V roce 1950 přestoupil do Melbourne Blackhawks, kde působil jako hrající trenér.

### Reprezentační kariéra
V letech 1931–1939 se 7x zúčastnil s maďarským týmem mistrovství světa a v roce 1936 si zahrál i na ZOH v Garmisch-Partenkirchenu. Na mistrovství světa odehrál celkem 36 zápasů, ve kterých vstřelil 26 branek a přidal deset asistencí. Na OH odehrál šest zápasů a dal osm gólů, hned v prvním zápase na turnaji proti Belgii vsítil pět branek.